# Tần Tử Anh
Tần vương Tử Anh (chữ Hán: 秦王子嬰, bính âm: Qínwáng Zǐyīng; ? - 207 TCN), thuỵ hiệu Tần Thương Đế (秦殇帝), là vị vua thứ ba và cũng là vua cuối cùng của nhà Tần trong lịch sử Trung Quốc, đôi khi ông cũng được gọi là Tam Thế Hoàng Đế (三世皇帝), Tần Tam Thế Đế (秦三世帝), Tần Hàng Vương Tử Anh (秦降王子婴).

## Thân thế
Sử ký của Tư Mã Thiên trong 3 thiên ghi chép khác nhau về thân thế của Tần Tử Anh, chia thành 4 thuyết:
- Thuyết thứ nhất: Tần Thủy Hoàng bản kỷ ghi: ông là "con người anh của Tần Nhị Thế", tức là cháu gọi Tần Nhị Thế bằng chú. Nhan Sư Cổ (顏師古) chú trong Hán thư người anh đó là Phù Tô.二世三年，赵高杀二世后，立二世之兄子公子婴为秦王。
Nhị Thế năm thứ ba, Triệu Cao sau khi giết Nhị Thế, lập huynh tử của Nhị Thế là Công tử Anh làm Tần vương.

- Thuyết thứ hai: Lục quốc niên biểu ghi: ông là "anh của Tần Nhị Thế".三赵高反，二世自杀，高立二世兄子婴。
[Nhị Thế] năm thứ ba [Triệu] Cao phản, Nhị Thế tự sát, [Triệu] Cao lập Nhị Thế huynh Tử Anh.

- Thuyết thứ ba: Lý Tư liệt truyện ghi: ông là "người em của Thủy Hoàng", tức là chú của Tần Nhị Thế.叙述赵高杀二世后，引皇帝玺自佩，有篡位的意图，左右百官都不跟从，于是高自知天弗与，群臣弗许，乃召始皇弟，授之玺。子婴即位，患之，乃称疾不听事，与宦者韩谈及其子谋杀高。
Kể rằng sau khi Triệu Cao giết Nhị Thế, lấy bội tỷ của hoàng đế, có ý đồ soán vị, bá quan tả hữu đều không theo, thế là [Triệu] Cao tự biết không thuận lòng trời, không vừa ý quần thần, bèn triệu Thủy Hoàng đệ, trao [bội] tỷ. Tử Anh đăng cơ, không vừa ý, bèn cùng hoạn [quan] Hàn Đàm lập mưu giết [Triệu] Cao.

- Thuyết thứ tư: Lý Tư liệt truyện, tập giải của [Từ Quảng; 徐廣], ghi: ông là "con người em của Thủy Hoàng", tức là cháu gọi Tần Thủy Hoàng bằng bác.乃召始皇弟子婴，授之玺。
…bèn triệu Thủy Hoàng đệ tử Anh, trao [bội] tỷ.

Thuyết #1 và #2 có thể là cùng một thuyết nhưng bị hiểu thành 2 cách khác nhau. Tương tự với thuyết #3 và #4.

### Anh trai hoặc con trai của anh trai Tần Nhị Thế
Người được lập làm Tần vương theo Lục quốc niên biểu có thể là "Nhị Thế — huynh tử — Anh," ("Anh," [huynh tử; 兄子, "con trai của anh trai (cháu gọi chú)"] của Nhị Thế) hoặc "Nhị Thế — huynh — Tử Anh" ("Tử Anh," huynh [anh] của Nhị Thế.)
Các thiên trên đều thống nhất ghi thêm một tình tiết khác: Tử Anh khi mưu giết Triệu Cao có "bàn mưu với hai người con". Hai người con của Tử Anh đủ lớn để bàn đại sự (vào thời Tần là khoảng 17 tuổi); trong khi Tần Thủy Hoàng - cụ nội của họ theo Tần Thủy Hoàng bản kỷ - nếu còn sống đến thời điểm đó (207 TCN) thì mới 52 tuổi. Điều này khó xảy ra trên thực tế. Thêm vào đó, Tần Nhị Thế sau khi đăng cơ đã lùng giết các anh chị em của mình, việc để sót một vị Nhị Thế huynh là Tử Anh có phần không hợp lý.
Do vậy, trong ba thuyết lấy trực tiếp từ Sử Ký, thuyết Tử Anh là em trai của Tần Thủy Hoàng - người vốn có rất ít khả năng tranh giành đế vị - có vẻ hợp lý nhất.

### Em trai hoặc con trai của em trai Tần Thủy Hoàng
Ngoài ra, nhà sử học Trung Quốc hiện đại Lý Khai Nguyên (李開元) trong bài viết của mình (có tham khảo nhà sử học [Mã Phi Bách; 马非百]) cho rằng Tử Anh cũng có thể là con của Công tử Thành Kiểu (mất 239 TCN), em trai Tần Thủy Hoàng, do Thành Kiểu sau khi đến sống ở nước Triệu có một đứa con trai, tên thuở nhỏ là Anh (婴), sau trưởng thành sống tại nước Tần. Vị công tôn "Anh" này tuy là anh họ của Tần Nhị Thế nhưng không nằm trong danh sách đối thủ trực tiếp tranh giành hoàng vị (bản thân Nhị Thế có khoảng 50 anh chị em), do vậy được bảo toàn tánh mạng.
Lý Khai Nguyên cho rằng Tần Thủy Hoàng vốn chỉ có ba em trai: một em trai cùng cha là Thành Kiểu và hai em trai cùng mẹ do Triệu Cơ tư thông với Lao Ái sinh ra.
Với cùng cách suy luận ghép chữ [Tử; 子] như trên (ở đây là "Thủy Hoàng — đệ — Tử Anh" với "Thủy Hoàng — đệ tử — Anh"), Lý Khai Nguyên vì thế tin rằng thân thế của Tử Anh là [đệ tử; 弟子, "con trai của em trai (cháu gọi bác)"] của Tần Thủy Hoàng thì hợp lý hơn.

## Giết Triệu Cao
Hoạn quan Triệu Cao dựng Tần Nhị Thế lên ngôi năm 210 TCN và nhiều năm khống chế Nhị Thế, nắm quyền điều hành việc triều chính. Khởi nghĩa nông dân do Trần Thắng và Ngô Quảng phát động lan rộng, các nước chư hầu cũ thời Chiến Quốc nổi lên khôi phục chống Tần.
Giữa năm 207 TCN, quân chư hầu sắp kéo vào Hàm Dương. Vị tướng giỏi duy nhất của nhà Tần ngoài mặt trận là Chương Hàm bị triều đình bức bách đã đầu hàng tướng nước Sở là Hạng Vũ. Triệu Cao nhiều lần giấu Nhị Thế về nguy cơ từ những người chống đối, tới lúc đó không giấu được nữa, bèn giết chết Nhị Thế và toan thông mưu với một tướng nước Sở khác là Lưu Bang để diệt nhà Tần chia đôi Quan Trung.
Triệu Cao bèn lập Tử Anh lên ngôi. Cao triệu tập các đại thần lại nói rằng:
Nguyên trước Tần là một vương quốc, Thủy Hoàng làm vua cả thiên hạ nên xưng đế. Nay sáu nước lại tự lập, đất đai của Tần càng nhỏ đi, làm đế là chỉ có cái tên hão mà thôi, như thế không nên, nên làm vương như trước.
Vì vậy Tử Anh chỉ được lập làm Tần Vương như các đời vua thời Chiến Quốc.
Triệu Cao nói với Tử Anh rằng trước khi ra thái miếu để nhận ấn làm vua, phải ăn chay 5 ngày. Tử Anh biết ý đồ của Triệu Cao, bèn bàn với hai người con:
Thừa tướng Triệu Cao giết Nhị Thế ở "Vọng di cung", sợ bị quần thần giết nên giả vờ lập ta. Ta nghe nói Triệu Cao đã giao ước với Sở tiêu diệt dòng họ nhà Tần và làm vương ở Quan Trung. Nay ông ta bảo ta ăn chay ra miếu tức là muốn nhân đấy giết ta ở trong miếu. Ta cáo bệnh không đi, thừa tướng thế nào cũng thân hành đến, khi đến thì ta sẽ giết.
Ông bèn giả cách cáo ốm, không ra làm lễ trai giới. Triệu Cao sai người mời Tử Anh mấy lần. Ông không đi. Triệu Cao thân hành đến tận nơi gặp ông nói:
Việc tôn miếu là việc quan trọng. Tại sao nhà vua lại không đi?
Tử Anh bất ngờ cầm giáo đâm chết Triệu Cao ở trai cung. Sau đó ông giết ba họ Triệu Cao.
Lý Tư liệt truyện chép sự việc này hơi khác: Tử Anh bàn mưu với hai con và hoạn quan Hàn Đàm. Khi Triệu Cao bị dụ đến, Hàn Đàm (韓談) cầm giáo đâm chết Cao.

## Mất nước và bị hại
Tử Anh lên ngôi từ cuối tháng 8 năm 207 TCN. Khi đó lực lượng quân Tần ngoài mặt trận đã rất suy yếu, không chống nổi quân chư hầu, liên tiếp bại trận.
Tháng 10 năm 207 TCN, tướng Sở là Lưu Bang tiến vào Quan Trung. Khi đến Bái Thượng, Lưu Bang sai người bảo Tử Anh đầu hàng. Tử Anh liệu thế không chống cự nổi, bèn buộc dây ấn ngọc tỷ truyền quốc vào cổ, ngồi trên một chiếc xe gỗ không sơn do một con ngựa trắng kéo mang ấn, phù của thiên tử đầu hàng ở gần Chỉ Đạo.
Tính từ khi Tử Anh lên ngôi cuối tháng 8 tới đầu tháng 10 chỉ có 46 ngày. Theo lịch nhà Tần, tháng 10 là tháng đầu năm, vì vậy sự kiện Tử Anh đầu hàng được tính vào năm 206 TCN trong lịch nhà Tần.
Cuối tháng 12 năm đó, Hạng Vũ tiến vào Quan Trung, đứng đầu các chư hầu. Tử Anh được Lưu Bang giao nộp lại cho Hạng Vũ. Hạng Vũ giết chết ông và các công tử của Tần, diệt dòng họ nhà Tần. Không rõ Tử Anh thọ bao nhiêu tuổi.

## Gia quyến
Ông có một người vợ và hai người con trai, không rõ tên tuổi, tước hiệu,... Theo Sử ký, lúc Tần vương Anh được Lưu Bang giao nộp cho Hạng Vũ, ông đã giết vợ con ông rồi diệt họ. 